# Mycetobia neocaledonica
Mycetobia neocaledonica är en tvåvingeart som beskrevs av Baylac och Loïc Matile 1988. Mycetobia neocaledonica ingår i släktet Mycetobia och familjen fönstermyggor.
Artens utbredningsområde är Nya Kaledonien. Inga underarter finns listade i Catalogue of Life.